# Ron Nyswaner
Ronald L. Nyswaner (Clarksville, 5 ottobre 1956) è uno sceneggiatore e regista statunitense, candidato al premio Oscar per la migliore sceneggiatura originale di Philadelphia.

## Biografia
Nato a Clarksville, Pennsylvania, scrive la sua prima sceneggiatura per il film di Susan Seidelman Smithereens. Dopo altre due sceneggiature importanti per Tempo di swing e Fuga d'inverno, debutta alla regia con il film Il principe di Pennsylvania, interpretato da Fred Ward, Keanu Reeves e Bonnie Bedelia.
Nyswaner è apertamente gay ed è un attivista per i diritti gay, ha spesso lavorato a film che affrontavano l'omosessualità e l'omofobia. Esempi sono il documentario Lo schermo velato e il film TV Soldier's Girl, incentrato sull'omicidio del soldato Barry Winchell. Nel 1993 ottiene la fama internazionale per la sceneggiatura del film Philadelphia, di Jonathan Demme, per cui ottiene una candidatura all'Oscar per la migliore sceneggiatura originale, e al Golden Globe e BAFTA Awards.
Nel 2004 ha pubblicato Blue Days, Black Nights: A Memoir, un libro di memorie in cui racconta il suo rapporto con alcol e droghe.
Nel 2006 scrive la sceneggiatura per il film Il velo dipinto, tratto dall'omonimo romanzo di W. Somerset Maugham, per cui ottiene una candidatura agli Independent Spirit Awards e vince un National Board of Review. 
Nel 2013 ha lavorato per la serie televisiva Ray Donovan, come co-produttore esecutivo e sceneggiatore di alcuni episodi. Dal 2015 è co-produttore esecutivo e sceneggiatore per la serie televisiva Homeland - Caccia alla spia.

## Filmografia

### Sceneggiatore
- Smithereens, regia di Susan Seidelman (1982)
- Tempo di swing (Swing Shift), regia di Jonathan Demme (1984) - non accreditato
- Fuga d'inverno (Mrs. Soffel), regia di Gillian Armstrong (1984)
- Il principe di Pennsylvania (The Prince of Pennsylvania), regia di Ron Nyswaner (1988)
- Corso di anatomia (Gross Anatomy), regia di Thom Eberhardt (1989)
- Mal d'amore (Love Hurts), regia di Bud Yorkin (1990)
- Philadelphia, regia di Jonathan Demme (1993)
- Soldier's Girl – film TV, regia di Frank Pierson (2003)
- Il velo dipinto (The Painted Veil), regia di John Curran (2006)
- Filthy Gorgeous – film TV, regia di Robert Allan Ackerman (2006)
- Ray Donovan – serie TV, 4 episodi (2013-2014)
- Freeheld - Amore, giustizia, uguaglianza (Freeheld), regia di Peter Sollett (2015)
- Homeland - Caccia alla spia – serie TV, 9 episodi (2015-2018)
- My Policeman, regia di Michael Grandage (2022)

### Regista
- Il principe di Pennsylvania (The Prince of Pennsylvania) (1988)
- Why Stop Now, co-diretto con Phil Dorling (2012)
- She's The Best Thing In It (2015)